# Piotr Sierzputowski
Piotr Sierzputowski (ur. 21 września 1992 w Nowym Dworze Gdańskim) – polski trener tenisa.

## Życiorys
Planując zawodową karierę tenisową, ćwiczył najpierw w Gdyńskiej Akademii Tenisowej, a od wieku 12 lat w sekcji tenisowej Arki Gdynia. W wieku 13 lat rozpoczął trenowanie swojej siostry Alicji, przy czym wyróżnił się na tyle, że dwa lata później klub zatrudnił go jako trenera. Aby poświęcić się temu zajęciu, wkrótce (w wieku 18 lat) zakończył karierę zawodniczą, w której jego sukcesy ograniczyły się do zdobycia mistrzostwa województwa pomorskiego. Szlifów trenerskich nabierał w USA, w akademii tenisowej Johana Krieka; po powrocie do Polski zatrudnił się jako trener w sekcji tenisowej Legii Warszawa. Ponadto studiował na Uniwersytecie Gdańskim, Uniwersytecie Warszawskim oraz w Akademii Leona Koźmińskiego (zarządzanie).

## Współpraca z Igą Świątek

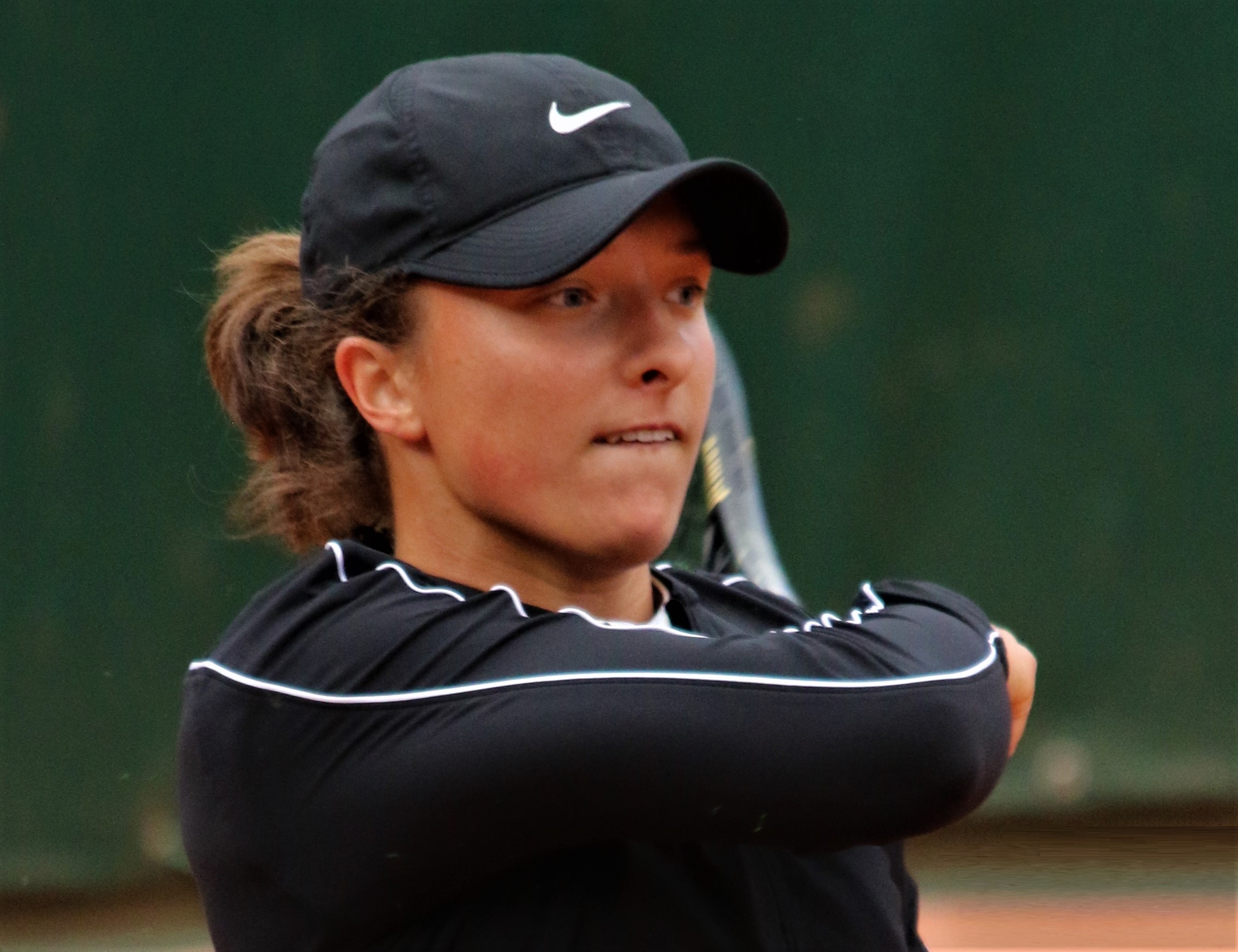
Iga Świątek - podopieczna Piotra Sierzputowskiego

Najbardziej znaną podopieczną Piotra Sierzputowskiego jest Iga Świątek, pierwsza polska zdobywczyni singlowego tytułu wielkoszlemowego. Współpracę z nią rozpoczął w maju 2016 roku, początkowo jako drugi trener, później jako główny. Po pewnym czasie, dostrzegając ogromny potencjał zawodniczki, zarezerwował swoje usługi trenerskie wyłącznie na jej potrzeby. Pod jego opieką Iga Świątek odniosła swój największy sukces juniorski (mistrzostwo Wimbledonu 2018), a następnie rozpoczęła profesjonalne rozgrywki seniorskie, już w roku 2019 odnosząc wymierne sukcesy, wskutek których także jej trener został zauważony w środowisku.
W roku 2020, kiedy jego podopieczna wygrała turniej French Open, Piotr Sierzputowski otrzymał za swój wkład w jej rozwój przyznawaną przez organizację WTA nagrodę dla najlepszego trenera roku. Oprócz osiągnięć czysto sportowych, w uzasadnieniu podkreślono także otwarty styl sprawowania przez niego opieki trenerskiej, umożliwiający kibicom dostęp do szczegółów współpracy, zwiększający zainteresowanie tenisem oraz wydobywający z cienia fakt, iż na sukces zawodnika składa się praca całej grupy ludzi. Po tym zwycięstwie postanowił pozostać trenerem Igi Świątek pomimo otrzymania nadspodziewanie („absurdalnie”, jak sam stwierdził) korzystnych finansowo ofert współpracy od zagranicznych zespołów tenisowych.
Jest laureatem Wielkiej Honorowej Nagrody Sportowej za 2020 rok.
W grudniu 2021 roku Iga Świątek zdecydowała się na zmianę trenera, jako powód podając, że z Piotrem Sierzputowskim nie była w stanie osiągnąć nic więcej. Rozstanie przebiegło w atmosferze wzajemnego zrozumienia i wdzięczności. Następcą Sierzputowskiego został Tomasz Wiktorowski.